# Shinmin no michi
Le Shinmin no Michi (臣民の道, « La Voie des sujets ») est un manifeste idéologique publié par le Ministère de l'Éducation du Japon durant la Seconde Guerre mondiale à destination du grand public pour expliquer en termes clairs ce qui est attendu de lui « comme peuple, nation et race ».

## Origines
Durant l'été 1941, le premier ministre Fumimaro Konoe, ordonne au ministre de l'Éducation du Japon de composer une « Bible du peuple japonais » sous le titre Shinmin no Michi, qui est aussi parfois appelée Hito-do (« La Voie des sujets »), ou Shinja-do (« La Voie des partisans »). La première édition de 30 000 exemplaires est publiée en août 1941 et distribuée dans toutes les écoles du Japon.
Le Shinmin no Michi offre trois chapitres qui nécessitent seulement quelques minutes de lecture, expliquant comment les sujets de l'empereur doivent se comporter. Il présente également un bref aperçu de l'histoire du monde du point de vue japonais dans le premier tiers du premier chapitre.

## Thèmes
Un des thème principaux du livre s'attarde sur la descendance directe de l'empereur Shōwa de la déesse Amaterasu et sur la caractérisation religieuse du kokutai identifié comme une « théocratie » dans laquelle « La Voie des sujets » de l'empereur émane de la politique de l'empereur qui est de protéger et préserver la coexistence du Trône Impérial avec les Cieux et la Terre ». L'empereur Shōwa et sa guerre (seisen) sont décrits comme  « sacrés ». Les vertus qu'il incarne sont uniques et immuables.
« La famille impériale est la source fontaine de la nation japonaise et la vie nationale et la vie privée en sont issues.  La Voie du sujet est d'être fidèle à l'empereur, au mépris de soi, soutenant ainsi la coexistence du Trône Impérial avec les Cieux et la Terre ».
La piété filiale et la loyauté sont les vertus suprêmes des sujets de l'État impérial et le livre dénonce l'« individualisme », le libéralisme, l'utilitarisme et le matérialisme qui mettent en péril ces vertus.  
« Le pays a été contaminé par une pensée pervertie et notre devoir sacré est de l'en nettoyer et de revenir aux coutumes de nos vertueux ancêtres. C'est en travaillant en harmonie et coopération et en manifestant notre dignité nationale que les esprits célestes de nos ancêtres seront obéis de façon respectueuse, ce qui, en travaillant en harmonie avec les autres, est pour la plus grande gloire du Trône ».
Le Shinmin no Michi fait également valoir que les puissances alliées visent à la domination du monde depuis des siècles et ont eu beaucoup de succès comme en témoigne le fait que seulement quelques milliers d'Européens dirigent maintenant plus de 450 millions d'Asiatiques. Le système de valeurs occidental, basé sur la cupidité et la complaisance, est jugé responsable des d'innombrables et sanglantes guerres d’agression et de la crise économique mondiale actuelle. L'Amérique est l'objet de critiques spécifiques avec mention de l'esclavagisme des noirs et du mauvais traitement des minorités et des immigrants.
« L'entrée des pays occidentaux dans toutes les parties du monde entier, y compris l'Extrême-Orient, leur a donné la domination internationale et les amène aussi à croire qu'ils possèdent eux-mêmes le droit de commettre des actes dommageables contre les autres ».
En ce qui concerne la guerre en Chine « sacrée » :
« Du point de vue de l'histoire du monde, l'affaire de la Chine est une étape vers la construction d'un monde de principes moraux par le Japon. L'édification d'un nouvel ordre pour assurer la paix durable du monde sera atteinte par l'emploi de l'affaire chinoise comme un tremplin.  (...) L'affaire chinoise est une tâche audacieuse pour le Japon, visant à propager les idéaux de la fondation de l'Empire dans toute l'Asie et dans le monde entier (...) Le Japon est la source fontaine de la race Yamato, le Mandchoukouo est son réservoir et l'Asie de l'Est sa rizière ».
Dans le Shinmin no Michi, les États-Unis et la Grande-Bretagne sont accusés d'entraver la mise en place d'un état de paix général entre le Japon et la Chine.
Les autres sections traitent des coutumes sociales et morales corrects suivies de quelques idées raciales et eugénistes, de la théologie et la religion, aux doctrines martiales et autres aspects des coutumes locales.

## La voie de la famille
Le Shinmin no Michi est complété en 1942 par le Ie no Michi (ou formellement, le Senji Katei Kyuiku Shido Yoko), qui élabore sur des sections du Kokutai no Hongi concernant les relations hiérarchiques traditionnelles dans la famille. L'harmonie de la famille est maintenue en faisant en sorte que chaque membre remplisse sa fonction propre au sein de la structure familiale et de la même façon, ce principe s'applique également à la communauté dans son ensemble, ainsi qu'à l'État.

## Source de la traduction
- (en) Cet article est partiellement ou en totalité issu de l’article de Wikipédia en anglais intitulé « Shinmin no Michi » (voir la liste des auteurs).